# 페르 마티아스 예스페르센

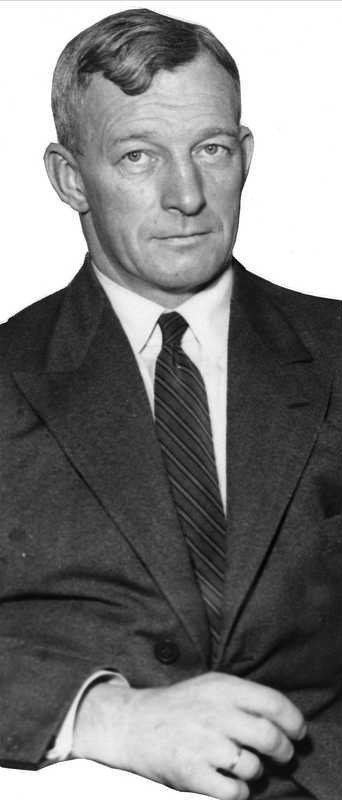

페르 마티아스 예스페르센(노르웨이어: Per Mathias Jespersen, 1888년 3월 29일 ~ 1964년 7월 13일)은 노르웨이의 체조 선수이다.
시엔에서 태어난 그는 1906년 중간 올림픽에서 스웨덴식 단체전을 우승한 노르웨이 체조 팀의 일원 선수였다.
2년 후에 런던 올림픽에서 단체전의 일원으로 은메달을 땄다.
오슬로에서 사망하였다.